# Grotta del Colombo
Die Grotta del Colombo ist eine kleine Tropfsteinhöhle und ein steinzeitlicher Fundplatz bei der Ortschaft Sano in der Gemeinde Mori im Trentino an den Nordostausläufern des Monte Baldo.

## Lage
Die Höhle befindet sich an der Straße nach Sano di Mori an der Südseite des vor Ort Doss Castion genannten Berges (oberhalb des Cameras-Baches), der einen Ausläufer des Monte Baldo darstellt. Sie befindet sich etwa 220 Meter über dem Meeresspiegel und liegt südlich des Cameras-Baches. Das Tal des Cameras verbindet das Etschtal in West-Ost-Richtung mit dem Basso Sarco, das zum Garda-Becken gehört.

## Geschichte
Ab dem 14. November 1881 führte Paolo Orsi eine erste Grabung durch, da er von dort gefundenen Knochen und Scherben gehört hatte. Diese Grabung gilt als erste systematische Grabung im Trentino; allerdings entfernte man zu dieser Zeit noch die gesamten Ablagerungen in der Höhle. Von den insgesamt 60 kg Knochen, die entdeckt wurden, finden sich im Städtischen Museum von Rovereto nur noch 13,5 kg. Der Rest ging nach der Grabung verloren. Sie umfassen Funde der Bronzezeit, wie Knochen von Hunden und Pferden.
Vom 18. September bis zum 30. Oktober 1970 erfolgte eine neuerliche Grabung unter Federführung des Städtischen Museums von Rovereto. Mit Genehmigung der zuständigen Soprintendenza alle Antichità von Padua, suchten einige Mitglieder des Circolo Preistorico Roveretano, eines Kreises von Urgeschichtsinteressierten, an den Wochenenden die Höhle auf. Dabei folgten sie den früheren Mutmaßungen Paolo Orsis über mögliche Fundorte und fanden tatsächlich entsprechende Malereien.  Trotz der Zerstörungen, die die erste Grabung verursacht hatte, fanden sich in den bis zu 5 Meter dicken Ablagerungen weitere Artefakte. Zudem konnte anhand von organischen Überresten und Veränderungen am Gestein, etwa durch Frostsprengungen, das Mikroklima rekonstruiert werden. Seine Entwicklung entsprach der der gesamten Region sowie der der Höhlen auf der Südseite der Po-Ebene.